# Centre Point

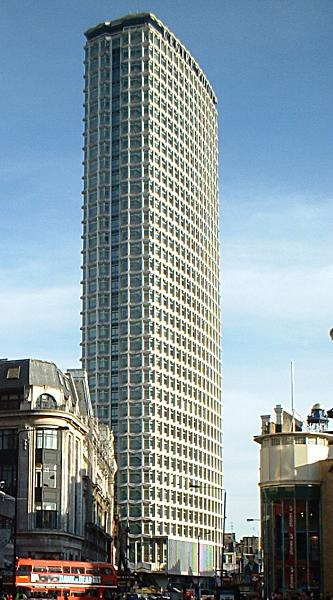
Centre Point

Centre Point is een kantoorgebouw in het centrum van Londen, nabij St Giles' Circus en boven het metrostation van Tottenham Court Road. Het gebouw is ontworpen door Richard Seifert en gebouwd door Wimpley Construction tussen 1963 en 1966. De toren is 117 meter hoog, heeft 32 verdiepingen en is de op 26 na hoogste toren in Londen. Het was een van de eerste wolkenkrabbers in de stad.